# Eisuke Mori

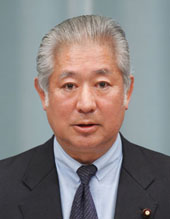
Eisuke Mori (2008)

Eisuke Mori (jap. 森 英介 Mori Eisuke; * 31. August 1948 in Katsuura, Präfektur Chiba) ist ein japanischer Politiker der Liberaldemokratischen Partei (LDP) und ehemaliger Justizminister seines Landes. Er ist Abgeordneter des Shūgiin, des Unterhauses der Kokkai, für den 11. Wahlkreis Chiba und gehört innerparteilich zur Asō-Faktion.

## Leben
Mori ist der älteste Sohn des ehemaligen Abgeordneten und Umweltministers Mori Yoshihide. Nach seinem Ingenieursstudium an der Universität Tōhoku arbeitete er ab 1976 für Kawasaki Jūkōgyō (engl. Kawasaki Heavy Industries). 1984 erwarb er den Doktorgrad an der Universität Nagoya. Er beschäftigte sich vor allem mit der Technik von Atomkraftwerken.
Bei der Shūgiin-Wahl 1990 wurde Mori erstmals ins Parlament gewählt, zunächst zweimal für den damaligen SNTV-Fünfmandatswahlkreis Chiba 3. Nach der Wahlrechtsreform 1994 gewann er den neuen Einzelwahlkreis Chiba 11 bis einschließlich 2024 zehnmal in Folge. 1999 übernahm er den stellvertretenden Vorsitz des Komitees für Parlamentsangelegenheiten der LDP, 2001 wurde er stellvertretender Generalsekretär. Von 2003 bis 2004 war er Staatssekretär (fuku-daijin) im Ministerium für Gesundheit, Arbeit und Soziales, bevor er zum stellvertretenden Vorsitzenden des politischen Forschungsausschusses der LDP ernannt wurde.
Im September 2008 berief Premierminister Tarō Asō Mori als Justizminister in sein erstes Kabinett. In einem Interview kurz nach Amtsantritt zur Frage der Vollstreckung der Todesstrafe sagte Mori, er halte es für richtig, zum Tode Verurteilte prinzipiell nach sechs Monaten hinrichten zu lassen, und wolle die diesbezügliche Linie seiner Vorgänger fortsetzen. 2007 waren die meisten Hinrichtungen in Japan seit 30 Jahren vollstreckt worden, Moris unmittelbare Vorgänger Yasuoka und Hatoyama hatten zwischen August 2007 und September 2008 16 Erhängungen autorisiert. Im Januar 2009 autorisierte Mori die sechste Hinrichtung seiner Amtszeit und behielt damit die hohe Vollstreckungsrate seiner Vorgänger bei. Drei weitere Todesurteile wurden im Juli 2009 vollstreckt. Er blieb bis zum Rücktritt des Kabinetts Asō im September 2009 Minister.
Im Shūgiin saß Mori von 2013 bis 2014 saß Mori dem neu eingerichteten Sonderausschuss zur „Untersuchung von Fragen der Atomkraft“ (genshiryoku mondai chōsa tokubetsu-iinkai) vor, von 2016 bis 2019 dem Verfassungsausschuss (kenpō shinsakai), von 2019 bis 2020 dem Generaldebatten-/Fragestundeausschuss (kokka kihon seisaku iinkai), von 2020 bis 2021 dem Ethiksonderausschuss (seiji rinri shinsakai).

## Familie
Moris Großvater war der Shūgiin-Abgeordnete und Gründer des Mori-Konzerns, Mori Nobuteru. Seine Onkel Satoru und Kiyoshi gehörten ebenfalls dem Shūgiin an, seine Tante Mutsuko war die Ehefrau von Premierminister Takeo Miki.